# Supercoppa italiana 2007 (hockey in-line)
La Supercoppa italiana 2007 è stata la 5ª edizione della omonima competizione italiana di hockey in-line disputata il 25 settembre 2007 al Palasport di Sandrigo.
Hanno partecipato l'Asiago Vipers in qualità di squadra campione d'Italia e detentrice della Coppa Italia e l'Edera Trieste come finalista della Coppa Italia.
L'Asiago Vipers vinse la partita per 10-4, aggiudicandosi per la quinta volta il trofeo.

## Partecipanti
| Squadre       | Qual. | Partecipazioni precedenti (il grassetto indica la vittoria) |
| ------------- | ----- | ----------------------------------------------------------- |
| Asiago Vipers |       | 2003, 2004, 2005, 2006                                      |
| Edera Trieste |       | Nessuna                                                     |

## Tabellino
| Sandrigo 25 settembre 2007 | Asiago Vipers | 10 – 4 | Edera Trieste | Palasport di Sandrigo |